# Savage Modelo 1907
A Savage Model 1907 é uma pistola de bolso semiautomática produzida pela empresa Savage Arms entre 1907 e 1928. A pistola foi fabricada principalmente utilizando os calibres .32 ACP e .380 ACP. Embora seja menor em tamanho, ela é derivada da pistola semiautomática .45 ACP que a Savage submeteu para testes organizados pelo Exército dos EUA entre 1906-1911, para escolher uma nova pistola semiautomática. Após vários anos de testes, a pistola Savage foi uma das duas finalistas, mas acabou perdendo para a Colt, que ficou famosa como Colt Model 1911. Um total de 181 dessas pistolas .45 ACP foram devolvidas à Savage após os testes e vendidas no mercado civil americano.

## Nome e comercialização
O Modelo 1907 é muitas vezes chamado erroneamente de Modelo 1905, devido há data de 21 de novembro de 1905, estampada na parte superior do ferrolho de todas as pistolas deste modelo, sendo que esta é a data em que Elbert Searle recebeu uma de suas patentes de armas de fogo, que serviram de base para o desenho de todas as pistolas semiautomáticas da Savage.
Anunciado com o slogan "Dez tiros rápidos!", o Modelo 1907 era muito popular, visto que, apesar de seu tamanho pequeno, tinha um carregador duplo de 10 cartuchos. A publicidade realizada para o modelo incluiu uma série de celebridades, incluindo William "Buffalo Bill" Cody, Bat Masterson e a Pinkerton Agency. A Savage Arms também presenteou o presidente estado-unidense Teddy Roosevelt com uma pistola deste modelo. Grande parte da publicidade na imprensa explorava a capacidade de uma mulher, considerada indefesa anteriormente, de usar o Savage para subjugar ladrões e "vagabundos", algo muito utilizado na publicidade entre as pistolas de bolso da época.

## Projeto
Uma alavanca de segurança está localizada no lado esquerdo da pistola, na parte superior traseira do punho. Embora pareça ter um martelo externo, na verdade é uma arma de fogo com percussor; o "martelo" é, na verdade, uma alavanca de armar. Os modelos 1907,  produzidos de 1913 a 1917 tinham um cano com colarinho e um indicador de câmara carregada, de forma a permitir ao atirador saber, tocando na porta de ejeção do cartucho, se um cartucho estava carregado. O modelo 1907 não usa parafusos e é fácil de desmontar. Em 1912, o Modelo 1907 passou por uma grande revisão de configuração, modificando quase todos os seus principais componentes.

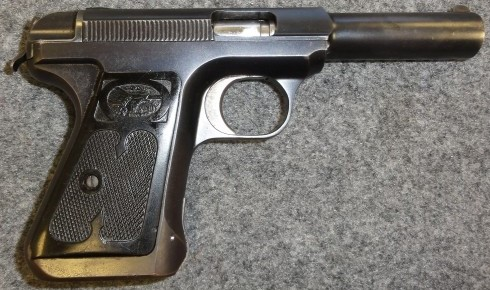
Modelo 1917

Assim como acontece na generalidade das armas semiautomáticas, a pistola é preparada para disparar puxando e soltando o slide, que insere um cartucho e engatilha a pistola. O recuo do disparo extrai e ejeta automaticamente o cartucho vazio, engatilhando o percussor e carregando outro cartucho na câmara, pronto para disparar novamente.
Em uma inovação notável para a época, a pistola usa um carregador de cofre de coluna dupla, que permite uma capacidade de 10 cartuchos no calibre .32 ACP e uma capacidade de nove cartuchos no calibre .380 ACP. Embora a introdução desta configuração seja comumente associada à pistola Browning Hi-Power, o seu uso no Savage Model 1907 antecedeu a patente do primeiro protótipo da Hi-Power em mais de uma década, e sua produção em quase 30 anos. Seria porém, devido ao Hi-Power, que veríamos uma generalização deste tipo de carregador. 

### Variantes
A Savage fabricou outras duas pistolas muito semelhantes, com várias peças em comum com o Modelo 1907: 
A primeira variante foi o modelo 1915, sem martelo. Este modelo foi fabricado em calibre .32 apenas entre 1915 e 1916 e em calibre .380 sendo produzido entre 1915 a 1917. Assim como o Modelo 1907, o Modelo 1915 não usa parafusos. A outra variante é o Modelo 1917, produzido de 1920 a 1926 em calibre .32 e de 1920 a 1928 em calibre .380. O Modelo 1917 é mecanicamente igual ao original, compartilhando também quase todas as suas peças com a versão final do Modelo 1907, com a maior diferença sendo o handle significativamente maior. Como isso exige empunhaduras maiores, o Modelo 1917 usa um parafuso em cada empunhadura para prendê-las à estrutura geral da pistola. 
Um protótipo, com cerca de 40 pistolas de bolso menores, com câmara para .25 ACP, foi produzido em 1912 pela Savage. Embora o estilo cosmético fosse muito semelhante ao Modelo 1907, mecanicamente eles eram diferentes. Essas pistolas operavam através de blowback simples, com um cano fixo em vez de giratório, não tendo uma alavanca de armar "martelo" como no modelo maior. Embora a configuração funcione eficazmente, por razões desconhecidas, este modelo nunca foi colocado em produção ou comercializado.

## Uso militar
Embora o Modelo 1907 tenha sido projetado para uso civil, o governo francês comprou mais de 40.000 .32 ACP Modelo 1907 entre o final de 1914 e 1917, para uso do exército durante a Primeira Guerra Mundial. Essas pistolas militares "contratadas" são reconhecidas pela presença de um indicador de câmara e um anel de cordão, ou furos de montagem no punho para um anel de cordão, algo não disponível entre modelos para o mercado civil. 

###### Em Portugal

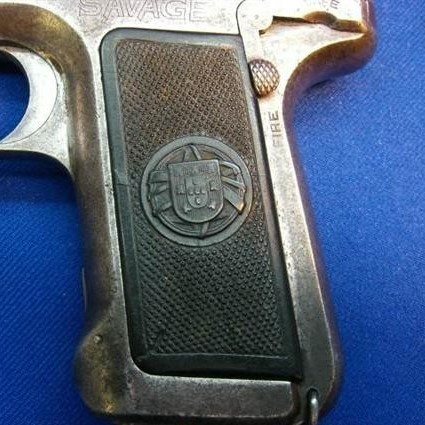
Empunhadura do Modelo 1907 português.

Portugal fez uso do mesmo modelo militar utilizado pelos franceses, distinguindo-se as armas portuguesas pelos punhos com o brasão de armas de Portugal. 1.150 pistolas foram inicialmente adquiridas a pensar nos oficiais do Corpo Expedicionário Português, e usadas também por alguns praças e pela Marinha.
Até 1943, as Savage foram a principal pistola de carregamento automático do Exército e o seu uso militar estendeu-se até ao início da década de 1960, prolongando-se na Legião Portuguesa, e depois até à década de 1990 entre a Guarda Nacional Republicana e Polícia de Segurança Pública, também favorita de guardas-nocturnos. Foi este modelo que Henrique Calapez usou na sua defesa do Regimento de Infantaria n.º 3 para frustrar a Revolta de Beja, atingindo Varela Gomes e outros revoltosos.

## Na cultura popular
Na paródia de filme noir de 1978, The Cheap Detective, o personagem Ezra Desire (protagonizado por Sid Caesar) usa um modelo 1907, assim como o personagem Harlan Maquire (de Jude Law), no drama policial de 2002 Road to Perdition.